# Cleurie (rivière)
Pour les articles homonymes, voir Cleurie (homonymie).
La Cleurie - ou le rupt de Cleurie - est une rivière française qui coule dans le département des Vosges, en région Grand Est. C'est un affluent en rive droite de la Moselotte, donc un sous-affluent du Rhin par la Moselotte puis par la Moselle.

## Géographie
De 18,9 km de longueur, la Cleurie naît dans le massif des Vosges, sur le territoire de la commune de Gérardmer, de la confluence de deux ruisseaux : la goutte du Corsaire et la goutte du Noir Rupt (ou Noir Ruxel). Elle reçoit sur sa droite le ruisseau de Liézey, traverse Le Tholy, longe La Forge, Le Syndicat et Cleurie, puis rejoint la rive droite de la Moselotte à Saint-Amé.
Son nom se retrouve dans la dénomination de la Communauté de communes de la Vallée de la Cleurie.

### Communes et cantons traversés
Dans le seul département des Vosges, la Cleurie traverse les sept communes suivantes de Gérardmer (source), Liézey, Le Tholy, La Forge, Le Syndicat, Cleurie, Saint-Amé (confluence).
Soit en termes de cantons, la Cleurie prend source dans le canton de Gérardmer, traverse le canton de La Bresse et conflue dans le canton de Remiremont, le tout dans les arrondissements de Saint-Dié-des-Vosges et d'Épinal.

## Hydronymie
Cleurie, de clarus (clair) et ru (rivière), signifie « eau claire ».

### Toponyme
La Cleurie a donné son nom à la commune de Cleurie.

### Bassin versant
La Cleurie traverse une seule zone hydrographique La Cleurie (A417) de 77 km2 de superficie. Ce bassin versant est constitué à 71,41 % de « forêts et milieux semi-naturels », à 25,69 % de « territoires agricoles », à 3,15 % de « territoires artificialisés ». 

## Affluents
- Goutte du Corsaire sur la seule commune de Gérardmer
- Goutte de Noir Rupt ou Goutte du Noir Ruxel sur la seule commune de Gérardmer avec un affluent :
  - Ruisseau du Faing Lové sur la seule commune de Gérardmer
- Ruisseau du Cresson (rd) sur la seule commune de Gérardmer avec un affluent :
  - Ruisseau de la Fontaine (rd) sur la seule commune de Gérardmer
- la Cleurette ou Ruisseau de Liézey (rd) 5,5 km sur les deux communes de Gérardmer et de Liézey avec un affluent:
  - Ruisseau de Rougimont sur la seule commune de Liézey
- Ruisseau de Cellet (rg) sur les trois communes de Gérardmer, Le Tholy et Sapois avec un affluent:
  - Goutte du Roulier sur les deux communes de Sapois et de Gérardmer
- Ruisseau de Berlingoutte (rg) sur la seule commune de le Tholy
- Ruisseau de Noir Rupt ou Ruisseau de la Meunière (rd) sur la seule commune de le Tholy
- Ruisseau de la Pissoire ou  Ruisseau du Mourot (rg) sur les quatre communes de Vagney, Sapois, la Forge et le Tholy avec deux affluents :
  - Ruisseau de Froide Fontaine sur les trois communes de Vagney, Sapois et le Tholy
  - Ruisseau de Blancfaing sur les trois communes de Vagney, Sapois et le Tholy
- Goutte Saint-Augustin (rd) sur la seule commune de Cleurie
- Ruisseau du Beugnot (rg) sur la seule commune de le Syndicat
- le Bourbet ou' 'Ruisseau de la Bise (rg) sur la seule commune de le Syndicat
- Ruisseau de Liangoutte (rd) sur la seule commune de Cleurie
- Ruisseau de Hazintrait (rd) sur la seule commune de Cleurie
- Ruisseau des Basses (rd) sur la seule commune de Cleurie
- le Grand Rupt (rd) sur la seule commune de Cleurieavec 4 affluents 
  -  Ruisseau de petite Sainte Sabine (rd) sur les communes de Saint Étienne les Remiremont et de Cleurie
  - Ruisseau des Mousses (rg) sur les communes de Saint Étienne les Remiremont et de Cleurie
  - Ruisseau de la Charme  (rg) sur les communes de Saint Étienne les Remiremont et de Cleurie
  - Ruisseau du Pré Claudel ' (rd) sur les communes de Saint Étienne les Remiremont et de Cleurie
- La Grande Goutte  (rg) sur la seule commune de le Syndicat
- Ruisseau de Putière  (rd) sur la seule commune de Cleurie
- Ruisseau des Voués (rd) sur les deux communes de Cleurie et Saint-Amé

Donc son rang de Strahler est de trois.

## Hydrologie

### La Cleurie à Cleurie
Le débit de la Cleurie a été observé depuis le 1er août 1970 , à Cleurie, à 451 m d'altitude, localité du département des Vosges située à cinq kilomètres de son confluent avec la Moselotte. Le bassin versant de la rivière y est de 68 km2, soit plus ou moins 88 % de la totalité de celui-ci.
Le module de la rivière à Cleurie est de 2,39 m3/s.
La Cleurie présente des fluctuations saisonnières de débit modérées. Les hautes eaux se déroulent à la fin de l'automne et en hiver et se caractérisent par des débits mensuels moyens allant de 2,82 à 3,54 m3/s, de novembre à mars inclus (avec un maximum en décembre et janvier). Les basses eaux ont lieu en été, de juillet à septembre inclus, avec une baisse du débit moyen mensuel jusqu'à 1,02 m3 au mois d'août. Mais ces moyennes mensuelles cachent des fluctuations plus prononcées sur de courtes périodes, d'autant plus que le débit est variable selon les années.

### Étiage ou basses eaux
Aux étiages, le VCN3 peut chuter jusque 0,290 m3/s, soit 290 litres par seconde, ce qui n'est guère très sévère. 

### Crues
Les crues peuvent être très importantes pour une petite rivière dotée d'un bassin fort exigu. Les QIX 2 et QIX 5 valent respectivement 27 et 35 m3/s. Le QIX 10 est de 41 m3/s, le QIX 20 de 47 m3/s et le QIX 50 de 54 m3/s. Ces chiffres correspondent à plus du tiers des débits de crue de la Moselotte.
Le débit instantané maximal enregistré à Cleurie tout au long de cette période, a été de 51,7 m3/s le 25 janvier 1995, tandis que la valeur journalière maximale était de 33,3 m3/s le même jour. En comparant ces valeurs à l'échelle des QIX exposée plus haut, on constate que ces crues de janvier 1995 étaient presque d'ordre cinquantennal, et donc assez exceptionnelles, destinées à se répéter tous les quarante ans en moyenne.

### Lame d'eau et débit spécifique
Au total, la Cleurie est une rivière très abondante. La lame d'eau écoulée dans son bassin versant est de 1 114 millimètres annuellement, ce qui est plus de trois fois plus élevé que la moyenne d'ensemble de la France, et largement supérieur à la moyenne de la totalité du bassin français de la Moselle (445 millimètres par an en aval de Metz). Le débit spécifique (ou Qsp) atteint 35,2 litres par seconde et par kilomètre carré de bassin.